# Achaetobonellia maculata
Achaetobonellia maculata is een lepelworm uit de familie Bonelliidae.
Het dier behoort tot het geslacht Achaetobonellia en behoort tot de familie Bonelliidae. De wetenschappelijke naam van de soort werd in 1953 gepubliceerd door Walter Kenrick Fisher.